# IWAS European Championship
L'IWAS European Championship è la denominazione che l'ICEWH ha deciso di dare ai Campionati europei di hockey in carrozzina.

## Storia
Dopo i primi Campionati Mondiali disputati nel 2004, si decise di organizzare anche gli Europei.
Tutte le edizioni sono state vinte dai Paesi Bassi.
I prossimi Europei si disputeranno nel 2028.

## Edizioni
| 2005 Dettagli | Italia      | Paesi Bassi     | 7 - 2  | Germania | Italia    | 12 - 4 | Belgio    |
| 2008 Dettagli | Belgio      | Paesi Bassi     | 7 - 1  | Germania | Italia    | 5 - 2  | Finlandia |
| 2012 Dettagli | Finlandia   | Paesi Bassi     | 10 - 3 | Belgio   | Finlandia | 5 - 4  | Germania  |
| 2016 Dettagli | Paesi Bassi | Paesi Bassi     | 7 - 2  | Italia   | Germania  | 9 - 1  | Belgio    |
| 2020 Dettagli | Finlandia   | 1.6. - 8.6.2020 |        |          |           |        |           |

## Albo d'oro
| Squadra     | 1º | 2º | 3º |
| Paesi Bassi | 4  | 0  | 0  |
| Germania    | 0  | 2  | 1  |
| Italia      | 0  | 1  | 2  |
| Belgio      | 0  | 1  | 0  |
| Finlandia   | 0  | 0  | 1  |